# Museo Rodin (Filadelfia)
El Museo Rodin (en inglés Rodin Museum) en Filadelfia (Pensilvania) contiene la mayor colección de obras de Auguste Rodin fuera de París.
La obra más conocida de Rodin, El Pensador (1880-1882), se sitúa afuera del museo en el patio de entrada del mismo. En algún momento los visitantes entraban a través de La puerta del Infierno, un gran portón de bronce de 5.5 m de alto, creado originalmente para el Museo de Artes Decorativas (que habría de localizarse en París pero que nunca llegó a realizarse). Rodin esculpió 100 figuras para esas puertas desde 1880 hasta su muerte en 1917. Varias de sus obras, incluyendo El Pensador, son realmente estudios para estas puertas. Las Puertas no son, sin embargo, utilizadas como entrada hoy en día.
En las numerosas salas del museo se alojan otras muchas obras del autor, incluyendo El Beso (Auguste Rodin) (1886), La Eterna Primavera (1884), y Los burgueses de Calais, un monumento encargado por Calais, en 1884.
El museo fue regalo del magnate del teatro y el cine Jules Mastbaum (1872–1926) a la ciudad de Filadelfia. Mastbaum empezó a coleccionar las obras de Rodin en 1923 con al intención de crear un museo que enriqueciera las vidas de sus conciudadanos. En sólo tres años, poseía la mayor colección sobre Rodin fuera de París, incluyendo bronces, estudios plásticos, dibujos, cartas y libros. En 1926, Mastbaum encargó a los arquitectos franceses Paul Cret y Jacques Gréber el diseño del edificio y sus jardines. Pero el coleccionista no vivió para ver la realización de sueño: su viuda continuó su labor, y el museo se inauguró el 29 de noviembre de 1929.

## Galería de imágenes

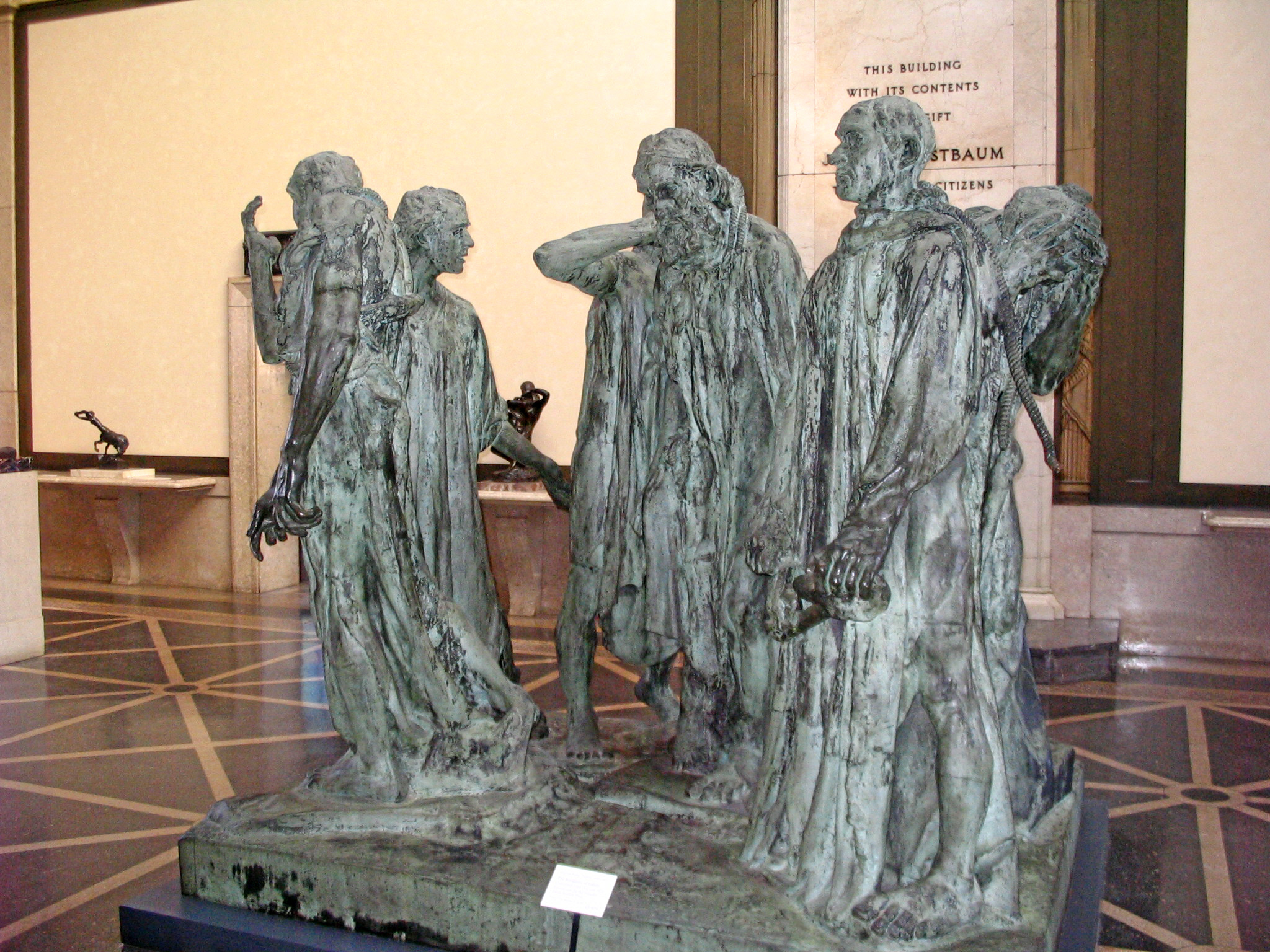
Los burgueses de Calais
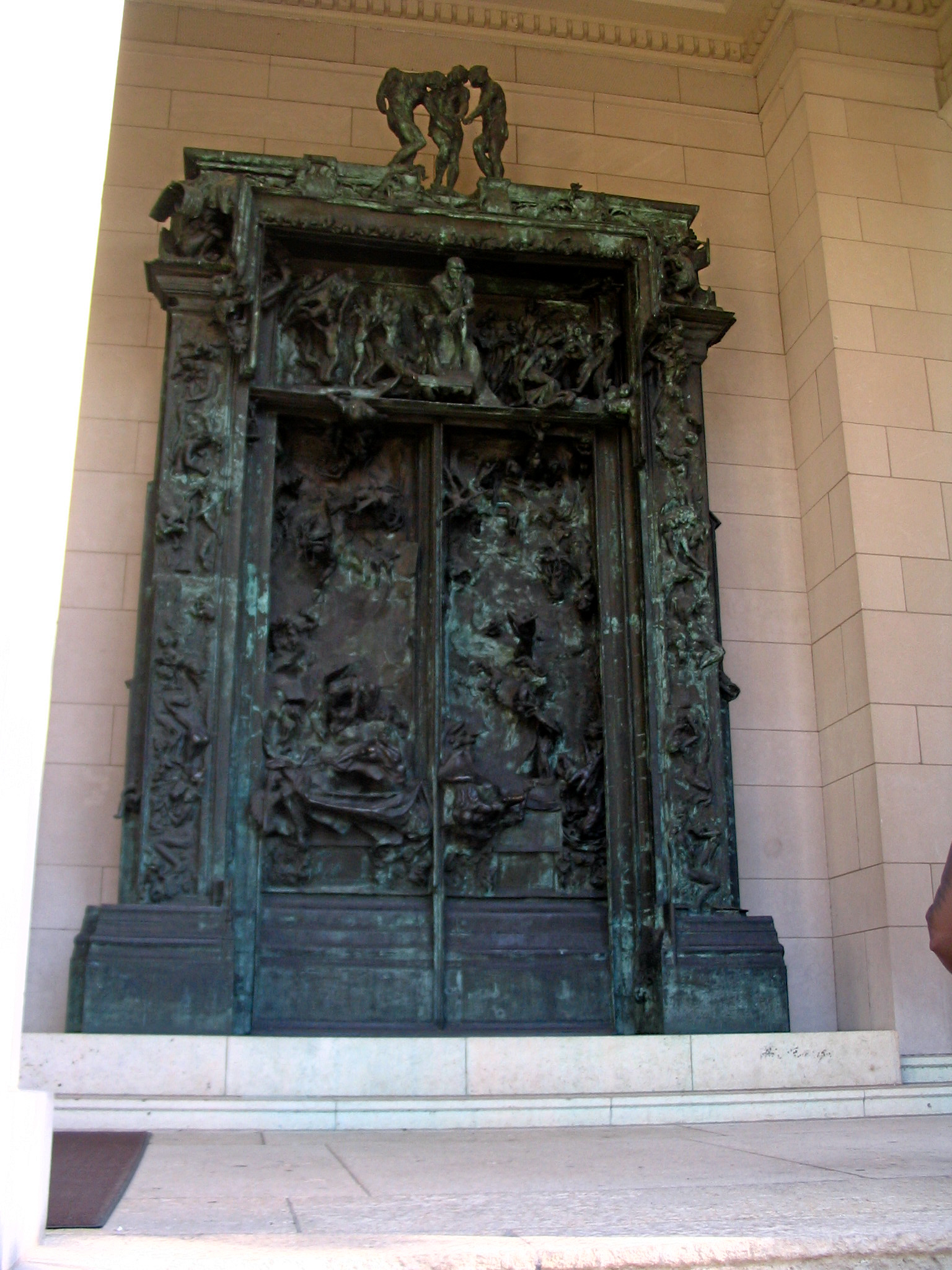
La puerta del Infierno
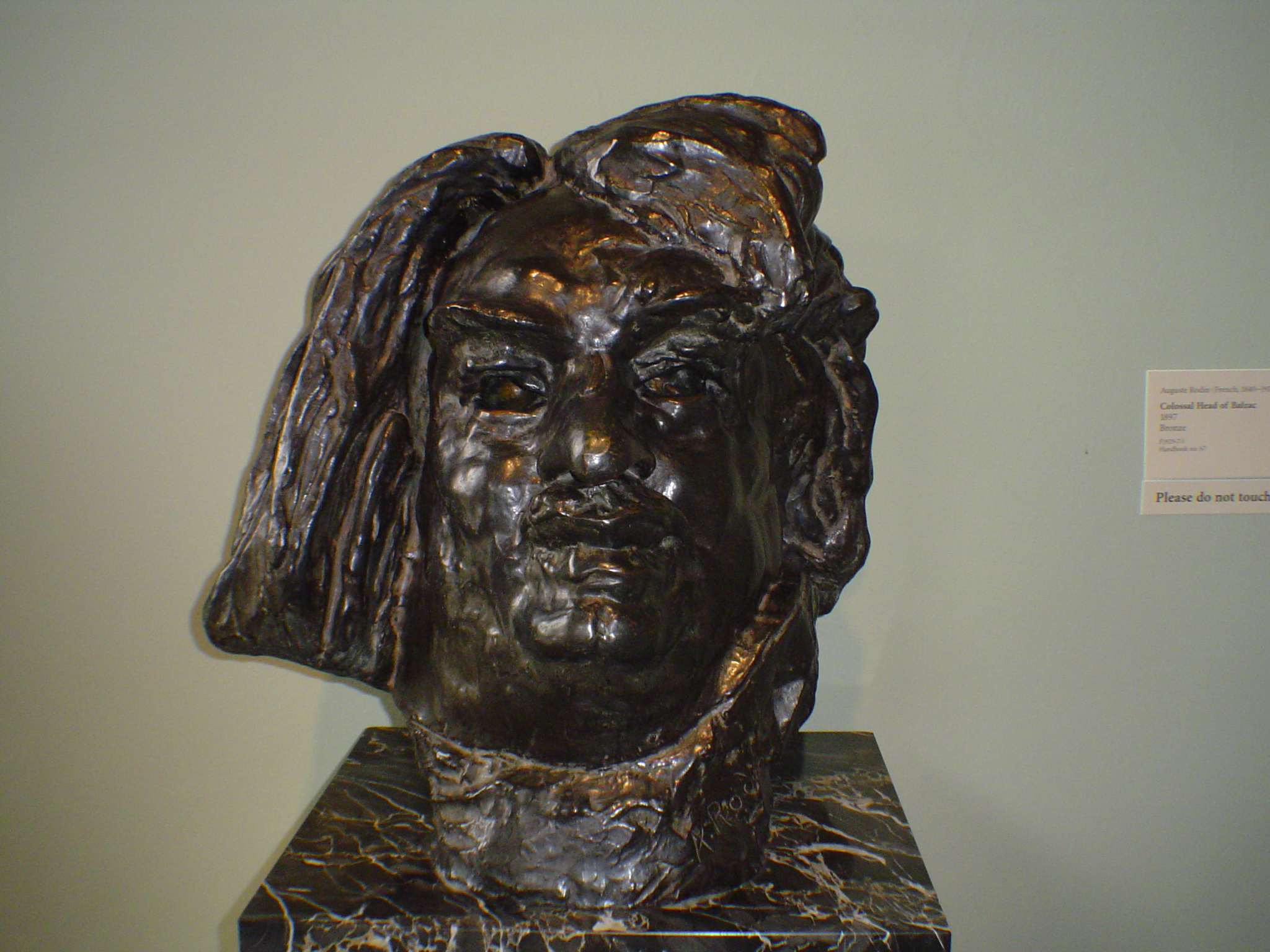
Cabeza colosal de Balzac
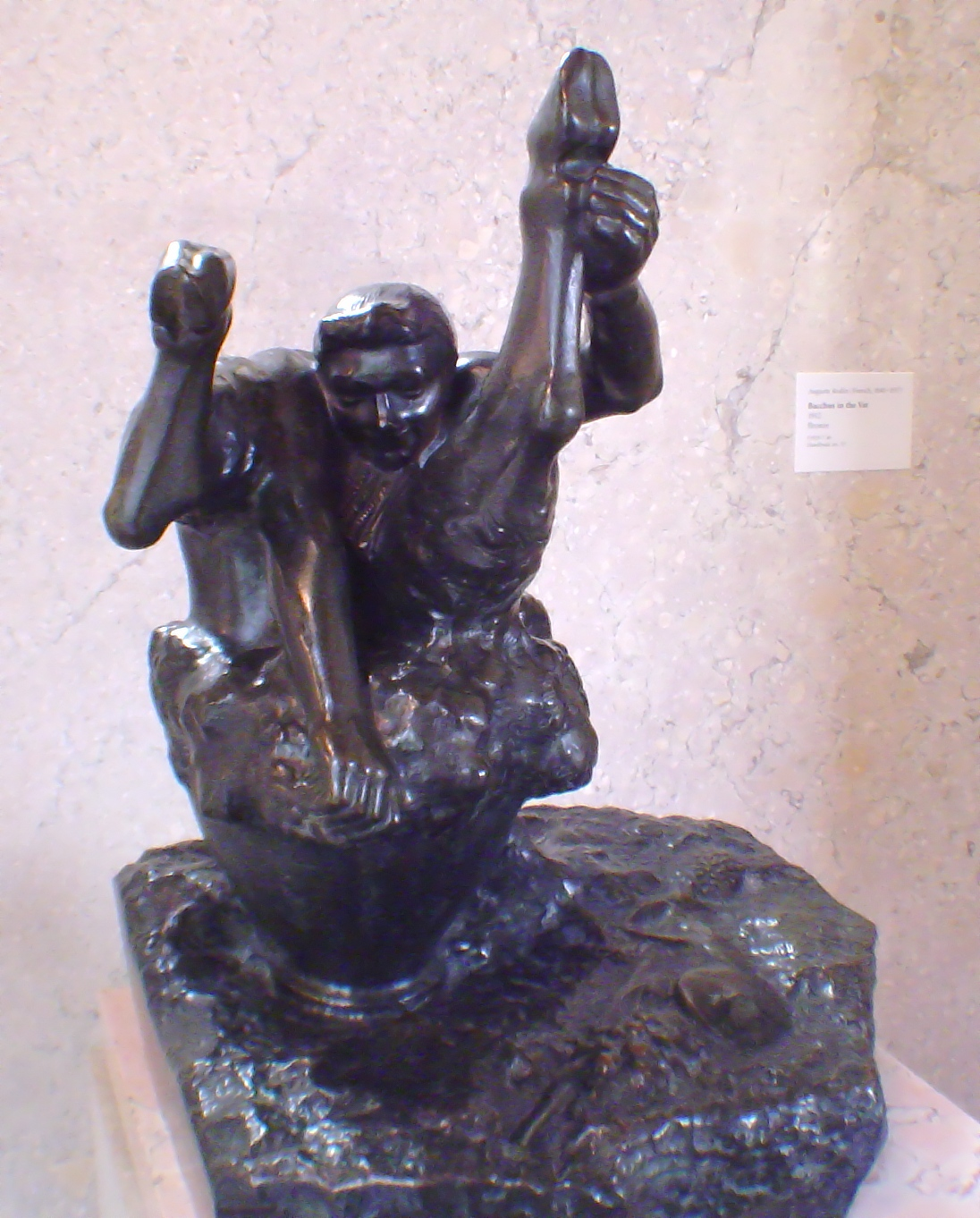
Bacchus in the Vat